# Bas Maliepaard (wielrenner)
Bastiaan (Bas) Maliepaard (Willemstad (Noord-Brabant), 3 april 1938 – Breda, 11 juli 2024) was een Nederlands wielrenner.
Maliepaard overleed op 86-jarige leeftijd.

## Belangrijkste overwinningen
1959 (amateur)
- Ronde van Overijssel
- 1e etappe Ronde van Nederland
- Omloop van de Kempen

1960
- Nederlands kampioen op de weg
- GP Flandria

1961
- Nederlands kampioen op de weg

1962
- 2e etappe Ronde van de Oise
- 3e etappe Vierdaagse van Duinkerke

1963
- 3e etappe Vuelta a España
- Puntenklassement Vuelta a España

1964
- 4e etappe Vierdaagse van Duinkerke

## Resultaten in voornaamste wedstrijden
| Jaar | Ronde van Italië | Ronde van Frankrijk | Ronde van Spanje |
| ---- | ---------------- | ------------------- | ---------------- |
| 1960 |                  |                     |                  |
| 1961 |                  |                     |                  |
| 1962 |                  | 47e                 |                  |
| 1963 |                  |                     | 4e (1)           |
| 1964 |                  |                     |                  |
| 1965 |                  | 51e                 |                  |
| 1966 |                  | buiten tijd         | opgave           |
| 1967 |                  | buiten tijd         | 30e              |

| Jaar | Milaan-San Remo | Gent-Wevelgem | Ronde van Vlaanderen | Parijs-Roubaix | Parijs-Tours |  | Wereldranglijsten |
| ---- | --------------- | ------------- | -------------------- | -------------- | ------------ |  | ----------------- |
| 1960 |                 |               | 28e                  |                | 15e          |  |                   |
| 1961 | 76e             |               |                      | 7e             | 45e          |  |                   |
| 1962 |                 | 10e           | 36e                  | 15e            | 60e          |  |                   |
| 1963 | 24e             | 13e           | 34e                  | 19e            | 15e          |  | 27e (SPP)         |
| 1964 |                 | 60e           | 25e                  |                |              |  |                   |
| 1965 |                 |               |                      | 27e            |              |  |                   |
| 1966 |                 | 21e           | 47e                  | 52e            |              |  |                   |
| 1967 |                 |               |                      |                |              |  |                   |

Bij het wereldkampioenschap wielrennen op de weg in 1959 eindigde Maliepaard als tweede in de wedstrijd voor amateurs.
Wielerploegen van Bas Maliepaard
Bergaud ·
Camillo ·
Cartigny ·
Cauvet ·
Champion ·
A. Darrigade ·
R. Darrigade · 
De Wolf ·
Decraeye ·
A. Delort ·
F. Delort ·
Forestier ·
Gaignard ·
de Haan ·
Hugens ·
Ignolin ·
de Jongh · 
Le Hec ·
Lebaube ·
Maliepaard ·
Mastrotto ·
Nédélec ·
Niesten ·
Novak ·
Rentmeester ·
Simon ·
Simpson ·
Thiélin ·
Van Vaerenbergh ·
de Waard ·
Wolfshohl
R. Altig · 
W. Altig ·
Annaert · 
Anquetil ·
Beaumont · 
Belena ·
Bergaud ·
Camillo ·
Cauvet ·
Claud ·
Cousseau ·
Delattre · 
A. Delort ·
F. Delort ·
Dufraisse ·
Elliott ·
Everaert ·
Gandolfo ·
Geldermans ·
Grain ·
Hassenforder ·
Hugens ·
Ignolin ·
Le Dudal · 
Le Hec ·
Lebaube ·
Maliepaard ·
Novak ·
Queheille ·
Raynal ·
de Roo ·
Rostollan ·
Simon ·
Stablinski  ·
Stolker ·
Thiélin ·
Varnajo ·
Zimmermann
R. Altig · 
W. Altig ·
Annaert · 
Anquetil ·
Belena ·
Bourles ·
Cauvet ·
Charruau ·
Crinnion ·
Dejouhannet · 
Delattre · 
A. Delort ·
F. Delort ·
Ducard ·
Dufraisse ·
Elliott ·
Eugène · 
Everaert ·
Gaignard ·
Gandolfo ·
Geldermans ·
Grain ·
den Hartog ·
Ignolin ·
Le Dudal · 
Le Her ·
Le Hir ·
Lebaube ·
Lute ·
Maliepaard ·
Mazeaud ·
Munter ·
Novak ·
de Roo ·
Rostollan ·
Simon ·
Stablinski ·
Stolker ·
Thiélin ·
Thomin ·
Varnajo ·
Zimmermann